# Guillaume Erner
Guillaume Erner, né le 8 février 1968 à Paris, est un sociologue, journaliste et animateur de radio français.
Depuis 2015, il présente Les Matins de France Culture, la matinale diffusée sur France Culture de 6 h 30 à 9 h du lundi au vendredi.

## Biographie
Guillaume Erner est issu d'une famille de juifs ashkénazes, dont le père est tailleur et la mère ancien mannequin. Après le baccalauréat, il choisit de suivre des études de sociologie contre l'avis de son père.
Dans les années 1990, pour financer ses études, Guillaume Erner travaille quelque temps comme commercial dans une entreprise de prêt-à-porter féminin, dans le quartier parisien du Sentier.
Au début des années 2000, après une thèse sur les « modèles explicatifs de l'antisémitisme » dirigée par Raymond Boudon,, il devient docteur en sciences sociales de l'université Paris-Sorbonne et enseignant en sociologie à Sciences Po Paris.
En 2004, il publie son premier livre Victimes de la mode ? aux éditions La Découverte, ce qui lui vaut d'être invité à l'émission Eclectik de Rebecca Manzoni, diffusée sur France Inter. À partir de 2007, il devient chroniqueur dans cette même émission.
À la rentrée 2011, il anime l'émission Service public, diffusée de 10 h à 11 h du lundi au vendredi sur France Inter,. En 2015, il succède à Marc Voinchet pour la présentation de l'émission Les Matins de France Culture, la matinale diffusée sur France Culture de 7 h à 9 h du lundi au vendredi,.
Il devait commencer à collaborer avec Charlie Hebdo en 2015, mais n'était pas présent à la conférence de rédaction lors de l'attentat du 7 janvier 2015. Il fait partie des nouveaux chroniqueurs qui ont intégré le journal satirique après la tuerie.
En mars 2019, il répond à l'appel d'Emmanuel Macron pour animer un débat entre le président de la République et plus de 64 intellectuels. Ce débat, dit « Grand débat des idées », est un volet du Grand débat national, qui se veut une réponse à la crise des Gilets jaunes.
Il anime depuis janvier 2020 l'émission Livres & Vous sur Public Sénat.

### Vie privée
Il est marié avec l'écrivaine et professeure de littérature Marie de Gandt, plume de Nicolas Sarkozy de 2009 à 2012. Le couple a trois enfants, Alma, Tadzio et Côme Erner.

## Publications
- Victimes de la mode : comment on la crée, pourquoi on la suit, La Découverte, 2004, 236 p. (ISBN 978-2-7071-4162-0)
- Avec Gérald Bronner, Manuel de nos folies ordinaires, éditions Mango, 2006, 159 p. (ISBN 978-2-914353-64-9)
- La Société des victimes, Paris, La Découverte, 2006, 228 p. (ISBN 978-2-7071-4766-0)
- Sociologie des tendances, Paris, Presses universitaires de France, 2009, 127 p. (ISBN 978-2-13-057513-9)
- La Mode des tendances  (actes du colloque « Tendances en parfumerie et dans la société contemporaine », Grasse, 2009), Paris, Presses universitaires de France, 2011, 192 p. (ISBN 978-2-13-058168-0)
- Expliquer l'antisémitisme  (préf. Pierre-André Taguieff), Presses universitaires de France, 2012, 288 p. (ISBN 978-2-13-059519-9)
- Mode, où est ta victoire ? : Roland Barthes, Jean Baudrillard, Pascale Berloquin-Chassany… [et al.], Paris, L'Herne, 2013, 271 p. (ISBN 978-2-85197-451-8)
- La Souveraineté du people, Paris, éditions Gallimard, 2016, 272 p. (ISBN 978-2-07-017860-5)
- Judéobsessions, Flammarion, 2025[13]

## Documentaire
- Kim Kardashian Theory[14], avec Nesrine Slaoui, 10 janvier 2024, Arte[15],[16],[17]